# Princess Nokia
Princess Nokia (рус. При́нцесс Но́киа; настоящее имя — Дестини Николь Фраскери; англ. Destiny Nicole Frasqueri; род. 14 июня 1992, Нью-Йорк, Нью-Йорк) — американская рэп-исполнительница и автор песен. В 2014 году выпустила свой дебютный альбом Metallic Butterfly, а в 2015 году микстейп Honeysuckle. Первую популярность получила в 2017 году после выпуска альбома 1992 Deluxe.

## Биография

### Ранние годы
Родилась 14 июня 1992 года в Нью-Йорке. Когда девушке было десять лет её мать скончалась из-за СПИДа. Дестини идентифицирует себя как чёрная индианка и имеет пуэрториканские корни. В возрасте от девяти до шестнадцати лет она росла в приёмной семье, во время прибывания в которой её приёмная мать подвергала её физическому и психологическому насилию. В 16 лет Дестини уехала из приёмной семьи и стала жить со своей бабушкой, где начала сочинять свои первые песни.

### 2010—2018: Начало карьеры и успех
В 2010 году Дестини записала и выпустила свою первую песню «Destiny» под сценическим псевдонимом Wavy Spice на своей странице в SoundCloud, а позже в 2012 году выпустила песню на своём YouTube-канале. Позже последовала серия синглов «YAYA», «Vicki Gotti» и «Versace Hottie». После синглов девушка сменила сценический псевдоним на Princess Nokia, который, как она утверждала, был её альтер-эго, и представила персонажа с песней «Nokia». 12 мая 2014 года Фраскери выпустила свой дебютный студийный альбом Metallic Butterfly, который дебютировал на Vice и SoundCloud. 8 сентября 2017 года она выпустила свой второй студийный альбом 1992 Deluxe, он занял 25-е место в чарте альбомов Billboard's Heatseekers. NME назвал его 32-м лучшим альбомом 2017 года.
С 18 февраля 2018 года Нокиа вела шоу «Голоса в моей голове с принцессой Нокиа» на радиостанции Apple Beats 1, выпуски которого выходили каждое второе воскресенье. В нём девушка рассказывала о своих мыслях и переживаниях. В сентябре того же года она была выбрана в качестве одного из шести послов Maison Margiela для продвижения их нового аромата Mutiny.

### 2019 — настоящее время: Актёрская карьера и новые альбомы
В 2019 году Нокиа дебютировала в качестве актрисы в независимом фильме «Рыба-ангел». В феврале 2020 года Дестини выпустила два альбома: Everything Sucks и Everything is Beautiful. В марте 2021 года девушка выпустила сингл и клип «It’s Not My Fault». В 2022 году она озвучила Лабреа, двоюродного брата Ласиенги, в фильме «Гордая семья: громче и гордее».

## Артистизм
Музыкальный стиль Дестини был описан как «экспериментальный» и «плавающий между такими жанрами, как рэп, соул, рок и хаус». Девушка заявляет, что на её музыка оказали влияние нью-метал группы Korn и Slipknot, а также рэперы MC Lyte и Queen Latifah. Нокиа также ссылается на хардкор, панк и рейв-культуры, оказавшие влияние на её концертные выступления.

## Личная жизнь
В интервью 2017 года Дестини заявила, что является бисексуалом, а также рассказала, что взросление рядом с квир-сообществом Нью-Йорка оказало большое влияние на её жизнь. Свои первые выступления Нокиа проводила в гей-клубах, где и начала приобретать первую популярность. Она также идентифицирует себя как гендерно неконформный человек и использует местоимения как they/them, так и она/её.
Девушка является решительным сторонником интерсекционального феминизма и вместе с Милой Либин основала подкаст Smart Girl Club, в котором они обсуждают здоровый образ жизни и городской феминизм. Она практикует сантерию и поделилась своим опытом ясновидения и духовности, которыми она наполняет свою музыку.

## Дискография

### Студийные альбомы
| Год  | Название                |
| ---- | ----------------------- |
| 2017 | 1992 Deluxe             |
| 2018 | Metallic Butterfly      |
| 2020 | Everything Sucks        |
| 2020 | Everything Is Beautiful |

### EP
| Год  | Название                       |
| ---- | ------------------------------ |
| 2023 | I Love You but This Is Goodbye |

### Микстейпы
| Год  | Название         |
| ---- | ---------------- |
| 2015 | Honeysuckle      |
| 2016 | 1992             |
| 2018 | A Girl Cried Red |